# Darron Meyer
Darron Meyer (* 19. Juli 1977 in Johannesburg) ist ein südafrikanischer Schauspieler und Drehbuchautor.

## Leben
Meyer wurde am 19. Juli 1977 in Johannesburg als Sohn eines Springreiters geboren. Er hat einen vier Jahre jüngeren Bruder, Tyrel Meyer, der ebenfalls Schauspieler ist. Gemeinsam studierten sie später Schauspiel. Bis zu seinem zehnten Lebensjahr war er mit seiner Familie in Benoni wohnhaft. Er ist Absolvent der Hottentots High School. Sein erster Berufswunsch war der eines Schriftstellers, nachdem seine Großmutter ihm Werke von C. S. Lewis und J. R. R. Tolkien empfahl. Der südafrikanische Schauspieler und Filmschaffende Reghardt van den Bergh riet ihm nach einer Theaterinszenierung dazu, den Schritt als Filmschauspieler zu wagen.
Sein Filmschauspieldebüt gab er 2008 in The Deal – Eine Hand wäscht die andere. Im selben Jahr wirkte er in den Filmproduktionen Hitchhiker und Flashbacks of a Fool mit und verkörperte in sieben Episoden der Fernsehserie Generation Kill die Rolle des Cpl. Cody Scott. Im Folgejahr spielte er in der deutschen Fernsehfilmproduktion Das Geheimnis der Wale mit und verfasste das Drehbuch für Tornado and the Kalahari Horse Whisperer. Neben Episodenrollen in verschiedenen Fernsehserien, folgten Besetzungen unter anderem in den Filmen Free Willy – Rettung aus der Piratenbucht und Laconia. 2013 übernahm er im Fernsehfilm In einem wilden Land die Rolle des Whittacker. 2017 verkörperte er in The Pirates of Somalia die Rolle des Mitch Kelp. 2018 war er im Tierhorrorfilm Deep Blue Sea 2 in der Rolle des Craig Burns zu sehen. 2019 stellte er in zwei Episoden der Fernsehserie Deep State die Rolle des Edward Andrews dar und schrieb das Drehbuch für den Film Bhai’s Cafe. Ab den 2020er Jahren erhielt er unter anderem Filmrollen in Black Beauty, Der Mauretanier – (K)eine Frage der Gerechtigkeit und Invasive 2: Getaway.

## Filmografie (Auswahl)

### Schauspiel
- 2008: The Deal – Eine Hand wäscht die andere (The Deal)
- 2008: Hitchhiker
- 2008: Flashbacks of a Fool
- 2008: Generation Kill (Fernsehserie, 7 Episoden)
- 2008: Shooting Stars (Fernsehserie, Episode 1x04)
- 2009: Das Geheimnis der Wale (Fernsehfilm)
- 2010: Free Willy – Rettung aus der Piratenbucht (Free Willy: Escape from Pirate’s Cove)
- 2010: I Now Pronounce You Black and White
- 2010: Die Geschichte Amerikas (America: The Story of Us, Miniserie, Episode 1x10)
- 2011: Laconia (Fernsehzweiteiler)
- 2011: Outcasts (Fernsehserie, Episode 1x04)
- 2012: Beaver Falls (Fernsehserie, Episode 2x01)
- 2012: Strike Back (Fernsehserie, Episode 3x01)
- 2012: Mankind – Die Geschichte der Menschheit (Mankind: The Story of All of Us, Fernsehserie, Episode 1x10)
- 2013: Actorholic
- 2013: In einem wilden Land (Fernsehfilm)
- 2014: Im Fadenkreuz: Seal Team 8 (Seal Team Eight: Behind Enemy Lines)
- 2014: Outpost 37 – Die letzte Hoffnung der Menschheit (Outpost 37)
- 2016: Black Sails (Fernsehserie, Episode 3x10)
- 2017: The Pirates of Somalia
- 2017: Foxtrot Alpha (Kurzfilm)
- 2017: The Indian Detective (Fernsehserie, Episode 1x04)
- 2018: Liebe auf den ersten Trick (Lüg' mich an und ich heirate Dich, Fernsehfilm)
- 2018: Deep Blue Sea 2
- 2019: Deep State (Fernsehserie, 2 Episoden)
- 2020: Doctor Who (Fernsehserie, Episode 12x01)
- 2020: Ulysses S. Grant: Vom Kriegsheld zum US-Präsidenten (Grant, Miniserie, Episode 1x01)
- 2020: Black Beauty
- 2021: Der Mauretanier – (K)eine Frage der Gerechtigkeit (The Mauritanian)
- 2021: Razor’s Edge (Fernsehserie, Episode 1x01)
- 2024: Summertide (Fernsehserie)
- 2025: Invasive 2: Getaway

### Drehbuch
- 2009: Tornado and the Kalahari Horse Whisperer
- 2019: Bhai’s Cafe